# Double Down Live
Double Down Live (англ. Двойное искупление) — двойной концертный DVD американской рок-группы ZZ Top, вышедший в 2009 году.

## Об альбоме
Название альбома можно переводить по смыслу приблизительно как «Двойное заглаживание своих прошлых прегрешений»; очевидно группа таким образом намекала на то, что до этого времени за почти 40-летнюю историю группы, лишь годом ранее сподобилась на запись концертного альбома Live from Texas. 
Альбом вышел на двух дисках. Первый из них, под названием «По-любому тогда» содержит запись выступления группы, сделанную в Эссене (Германия) для телевизионного шоу Rockpalast 20 апреля 1980 года. Второй диск, под названием «Почти что сейчас» содержит записи выступлений группы в Сан-Франциско (4 ноября 2007), Париже (10 июля 2008) и Биксби (Талса, Оклахома, 28 сентября 2008). На втором диске также имеются записи интервью, сцены за кулисами и т.п. 
Критики оценили релиз достаточно высоко. Первый диск хвалили за свежесть и непринуждённость концертной записи той эры, когда ZZ Top ещё не стали мегазвёздами MTV: «Поначалу сложно признать певца/гитариста Билли Гиббонса, так как я привык видеть седого ветерана сцены, каким он стал сейчас. Он со свежим лицом за только что отпущенной бородой, полный энергии, бегает по сцене, прыгает вверх-вниз, да и вообще, хорошо проводит время. Взаимодействие с басистом Дасти Хиллом насыщено юмором, и это совсем не то представление, что было потом поставлено хореографом…Барабанщик Фрэнк Бирд крут как обычно, стоически отбивая барабаны, и выдавая тонны мощи с невозмутимым лицом» . Но и второй диск отметили за его интимность: всё турне El Camino Ocho Tour было заснято, включая концерты, интервью и повседневную жизнь в ходе гастролей, на одну полупрофессиональную камеру. 
В 2010 году прилавки увидел релиз Live in Germany 1980, вышедший на видео в формате DVD и аудио в формате CD и двойного LP. Этот релиз представлял собой урезанный до 16 треков первый диск альбома Double Down Live «Definitely Then».

## Список композиций

### Диск 1 «Definitely Then»
| №   | Название                           | Длительность |
| --- | ---------------------------------- | ------------ |
| 1.  | «I Thank You»                      |              |
| 2.  | «Waitin' for the Bus»              |              |
| 3.  | «Jesus Just Left Chicago»          |              |
| 4.  | «Precious and Grace»               |              |
| 5.  | «I'm Bad, I'm Nationwide»          |              |
| 6.  | «Manic Mechanic»                   |              |
| 7.  | «Lowdown in the Street»            |              |
| 8.  | «Heard it on the X»                |              |
| 9.  | «Fool for Your Stockings»          |              |
| 10. | «Nasty Dogs & Funky Kings»         |              |
| 11. | «El Diablo»                        |              |
| 12. | «Cheap Sunglasses»                 |              |
| 13. | «Arrested for Driving While Blind» |              |
| 14. | «Beer Drinkers & Hell Raisers»     |              |
| 15. | «La Grange»                        |              |
| 16. | «She Loves My Automobile»          |              |
| 17. | «Hi Fi Mama»                       |              |
| 18. | «Dust My Broom»                    |              |
| 19. | «Jailhouse Rock»                   |              |
| 20. | «Tush»                             |              |
| 21. | «Tube Snake Boogie»                |              |
| 22. | «Just Got Paid»                    |              |

### Диск 2 «Almost Now»
| №   | Название                  | Длительность |
| --- | ------------------------- | ------------ |
| 1.  | «Got Me Under Pressure»   |              |
| 2.  | «Waitin' for the Bus»     |              |
| 3.  | «Jesus Just Left Chicago» |              |
| 4.  | «I'm Bad, I'm Nationwide» |              |
| 5.  | «Blue Jean Blues»         |              |
| 6.  | «Heard it on the X»       |              |
| 7.  | «Just Got Paid»           |              |
| 8.  | «I Need You Tonight»      |              |
| 9.  | «La Grange»               |              |
| 10. | «Hey Joe»                 |              |
| 11. | «Tush»                    |              |

## Состав
- Билли Гиббонс — вокал, гитара, гармоника
- Дасти Хилл — бас-гитара, бэк-вокал, совокал, вокал
- Фрэнк Бирд — ударные